# درجة حرارة نقطة التوازن
درجة حرارة نقطة توازن المبنى هي درجة حرارة الهواء الخارجي عندما تتساوى المكتسبات الحرارية للمبنى مع الفواقد الحرارية. قد تغير المصادر الحرارية الداخلية الناتجة عن الإضاءة الكهربائية أو المعدات الميكانيكية أو حرارة الأجسام أو الإشعاع الشمسي الحاجة إلى التسخين الإضافي رغم كون درجة الحرارة الخارجية دون درجة حرارة نقطة ضبط منظم الحرارة. درجة حرارة نقطة توازن المبنى هي درجة الحرارة الأساسية الضرورية لحساب يوم درجة التسخين لتوقع الطلب السنوي على الطاقة لتسخين مبنى ما. تنتج درجة حرارة نقطة التوازن عن تصميم المبنى والغرض منه أكثر من كونها ناتجة عن ظروف الطقس الخارجية.

## طرق تحديدها
في الحقيقة العملية، يمكن إيجاد نقطة التوازن بإحدى طريقتين. في طريقة الوسم الطاقي، يُرسم منحنى لتخطيط استهلاك الطاقة في مقابل درجة الحرارة الخارجية الوسطية. النقطة على المنحى التي يتقاطع عندها الطلب الكهربائي المعتمد على الطقس مع الطلب الكهربائي المستقل عن الطقس هي درجة حرارة نقطة التوازن. تعمل هذه الطريقة فقط عند وجود كميات كبيرة من المعطيات الخاصة باستخدام المبنى للطاقة، ويفضل أن تكون مسجلة يوميًّا.
في طريقة خط الأداء تُرسم عدة منحنيات لاستهلاك الطاقة الكهربائية في مقابل أيام درجة التسخين وأيام درجة التبريد باستخدام مجال من درجات حرارة نقاط التوازن لحساب أيام الدرجات. تطبق بعد ذلك كثيرات الحدود الأنسب من المرتبة الثانية ذات الشكل y=ax2+bx+c على المنحنيات، ما يظهر المستويات المختلفة للانحناءات على امتداد مجال المعطيات وفق درجة دقة درجة حرارة نقطة التوازن. في المنحنيات ذات درجات حرارة التوازن مفرطة الارتفاع يكون المتغير a موجبًا، منتجًا منحنى صاعدًا، في حين تنحني المنحنيات ذات درجات حرارة نقاط التوازن المنخفضة باتجاه الأسفل بسبب كون المتغير a سالبًا. المنحى الذي يكون في المتغير a أقرب ما يكون إلى الصفر يمثل أفضل دقة لدرجة حرارة نقطة التوازن. يمكن تطبيق هذه الطريقة في المباني التي يكون فيها توافر معطيات استخدام الطاقة أقل تكرارية، ربما قد تكون مأخوذة على أساس أسبوعي أو شهري فقط.

## مميزات المبنى
يمكن وصف مميزات المبنى الحرارية بأنها إما يسودها الحمل الداخلي أو يسودها حمل مغلف المبنى، ولكل من الوصفين درجة حرارة نقطة توازن مميزة.
تمتلك المباني التي يسود فيها الحمل الداخلي كسبًا حراريًّا مرتفعًا من السكان والإضاءة والمعدات. تكون هذه المباني عادةً لصيقة ونسب مساحتها السطحية إلى حجمها منخفضة وتمتلك العديد من الجدران الخارجية في كل غرفة. يسمح الكسب الحراري الداخلي المرتفع للمبنى له بألا يتأثر بشدة بالظروف الخارجية. المساحات المكتبية الكبيرة والمدارس الكبيرة والمسارح أمثلة نموذجية عن المباني التي يسيطر فيها الحمل الحراري الداخلي والتي تكون فيها درجة حرارة نقطة التوازن نحو 10 درجة مئوية (50 درجة فهرنهايت).
تمتلك المباني التي يسود فيها حمل مغلف المبنى فواقد حرارية مؤثرة عبر مغلف المبنى. تمتلك هذه المباني نسبة (مساحة سطحية إلى حجم) مرتفعة وبجدران خارجية قليلة في كل غرفة. تؤثر الظروف الخارجية بشدة بسبب قلة الكسب الحراري الداخلي. أماكن الإقامة وأبنية المكاتب الصغيرة والمدارس الصغيرة أمثلة نموذجية على هذا النوع من المباني حيث تكون درجة حرارة نقطة التوازن نحو 15 درجة مئوية (60 درجة فهرنهايت).
قد يعيق الكسب الحراري الشمسي الأبنية التي تسود فيها الأحمال الداخلية، إذ يساهم في زيادة التسخين، في حين يساعد الأبنية التي يسود فيها حمل مغلف المبنى التي تخسر الحرارة بسبب الأداء الضعيف للمغلف. لذا يجب على المعماريين ومصممي المباني التحكم بشكل استراتيجي بالكسب الحراري الشمسي وفق مزايا المبنى.

## أيام الدرجات
مفهوم أيام الدرجات ودرجة حرارة نقطة التوازن مرتبطان ببعضهما. بجمع الفروق بين درجة حرارة نقطة التوازن ودرجة الحرارة الخارجية على امتداد فترة زمنية فإن القيمة الناتجة هي زمن الدرجة. ينتج عن استخدام معطيات درجة الحرارة الوسطية اليومية في عملية الجمع أيام الدرجات، رغم أن ساعات الدرجات أو حتى دقائق الدرجات يمكن أن تكون ممكنة حسب تكرارية المعطيات المستخدمة. يقسم يوم الدرجة عادةً إلى أيام درجة تسخين تحتاج فيها الطاقة إلى أن تُصرف لتسخين المكان، وأيام درجة تبريد يحتاج فيها المكان إلى التبريد (إما عبر دخل طاقي أو بوسائل طبيعية). يتحقق هذا بعد أي فرق موجب بين درجة حرارة نقطة التوازن ودرجة الحرارة الخارجية ضمن أيام درجة التسخين، وإما إغفال بقية المعطيات أو اعتبارها أيام درجة تبريد. مع أن أيام الدرجات تحسب بناءً على استخدام الطاقة المسجل في المبنى، فإن درجة حرارة نقطة التوازن للمبنى تحدد فيما إذا كان المبنى سيمتلك سنويًّا أيام درجة تسخين أو أيام درجة تبريد أكثر. يشير انخفاض درجة حرارة نقطة التوازن (بالنسبة إلى المناخ المحلي) إلى أن المبنى سيكون أكثر عرضةً للحاجة إلى التبريد الإضافي، في حين يشير ارتفاع درجة حرارة نقطة التوازن إلى أن المبنى سيكون أكثر عرضة للحاجة إلى التسخين. يجب تصميم المبنى في الحالة المثالية فتكون درجة حرارة نقطة التوازن أقرب ما يكون إلى متوسط درجات الحرارة الخارجية في المناخ المحلي، ما سيقلل كلَّا من أيام درجة التبريد وأيام درجة التسخين إلى الحد الأدنى.

## النمذجة
تُستخدم درجات حرارة نقطة التوازن باستمرار في النمذجة كأساس لحساب الطلب الطاقي للمباني بسبب المجهدات المختلفة. يتحقق هذا بحساب أيام درجات التسخين أو أيام درجات التبريد حسب نقطة التوازن، وتوسعة هذه النتائج لتقدير الاستهلاك الطاقي. يمكن أيضًا إجراء تحليل حساسية بناءً على آثار تغيير درجة حرارة نقطة التوازن، ما قد يظهر أثر تغيير الأحمال الحرارية الداخلية أو ظروف المغلف الحراري لمبنى على النموذج.